# Дятловый попугайчик Склэтера
Дятловый попугайчик Склэтера (лат. Micropsitta pusio) — птица семейства попугаевых.

## Внешний вид
Длина тела около 8,4 см; вес — 10—15 г. Окраска оперения зелёная. Горло, бока головы и лоб бурого цвета. Середина брюшка желтоватая, а нижние кроющие перья хвоста жёлтые. Клюв серый, радужка и ноги серо-коричневые.

## Распространение
Обитает на севере и востоке острова Новая Гвинея, на островах архипелага Бисмарка и мелких островах Луизиада и Д’Антркасто у юго-восточного побережья Новой Гвинеи.

## Образ жизни
Населяют влажные тропические леса, иногда забираясь до высоты 800 м над ур. моря.

## Классификация
Вид включает в себя 4 подвида:
- Micropsitta pusio beccarii (Salvadori, 1876)
- Micropsitta pusio harterti Mayr, 1940
- Micropsitta pusio pusio (Sclater,1866)
- Micropsitta pusio stresemanni Hartert, 1926